# Ned Overend
Edmund "Ned" Overend (ur. 20 sierpnia 1955 r. w Tajpej) – amerykański kolarz górski, dwukrotny medalista mistrzostw świata w kolarstwie górskim.

## Kariera
Urodził się w Republice Chińskiej (Tajwanie) jako syn amerykańskiego dyplomaty. Swój pierwszy i zarazem największy sukces w międzynarodowych imprezach kolarstwa górskiego osiągnął w 1990 roku, kiedy to na mistrzostwach świata w Durango zdobył tytuł mistrza świata w cross country. Rok później, podczas mistrzostw świata w Ciocco zdobył brązowy medal, wyprzedzili go jedynie: zwycięzca John Tomac (również reprezentujący USA) oraz drugi na mecie Thomas Frischknecht ze Szwajcarii.
W sezonie 1992 zajął trzecie miejsce w klasyfikacji cross country Pucharu Świata w kolarstwie górskim, a w 1994 roku był drugi, ustępując tylko Holendrowi Bartowi Brentjensowi. Jest ponadto trzykrotnym mistrzem USA w kolarstwie górskim (1986, 1987 i 1990) oraz wicemistrzem kraju w kolarstwie przełajowym z 1985 roku.